# Loriculus flosculus
Il loricolo di Wallace (Loriculus flosculus) è un uccello della famiglia degli Psittaculidi, endemico dell'Indonesia.